# Částkovice (Nová Cerekev)
Částkovice (německy Tschastkowitz) je malá vesnice, část městyse Nová Cerekev v okrese Pelhřimov. Nachází se asi 3 km na jihovýchod od Nové Cerekve. V roce 2009 zde bylo evidováno 36 adres. V roce 2001 zde trvale žilo 77 obyvatel.
Částkovice je také název katastrálního území o rozloze 5,22 km2.

## Památky a zajímavosti
- Křížek pod lipami při cestě od Proseče-Obořiště
- Kaplička na západě vsi
- Památný strom č. 102891 dle AOPK (lípa malolistá)